# Sermaise (Essonne)
Sermaise ist eine französische Gemeinde mit 1.606 Einwohnern (Stand: 1. Januar 2022) im Département Essonne in der Region Île-de-France; sie gehört zum Arrondissement Étampes und zum Kanton Dourdan. Die Einwohner heißen Sermaisiens oder Sermates.

## Geographie
Sermaise liegt etwa 35 Kilometer südsüdwestlich von Paris am Fluss Orge. Umgeben wird Sermaise von den Nachbargemeinden Le Val-Saint-Germain im Norden, Saint-Chéron im Nordosten und Osten, Souzy-la-Briche im Osten, Villeconin im Südosten, Boissy-le-Sec im Süden sowie Roinville im Westen.

## Bevölkerungsentwicklung
| Jahr                       | 1962 | 1968 | 1975 | 1982 | 1990 | 1999 | 2006 | 2012 | 2019 |
| Einwohner                  | 529  | 544  | 912  | 1163 | 1375 | 1471 | 1611 | 1657 | 1610 |
| Quellen: Cassini und INSEE |      |      |      |      |      |      |      |      |      |

## Sehenswürdigkeiten
- Kirche Notre-Dame-de-la-Nativité-de-la-Vierge

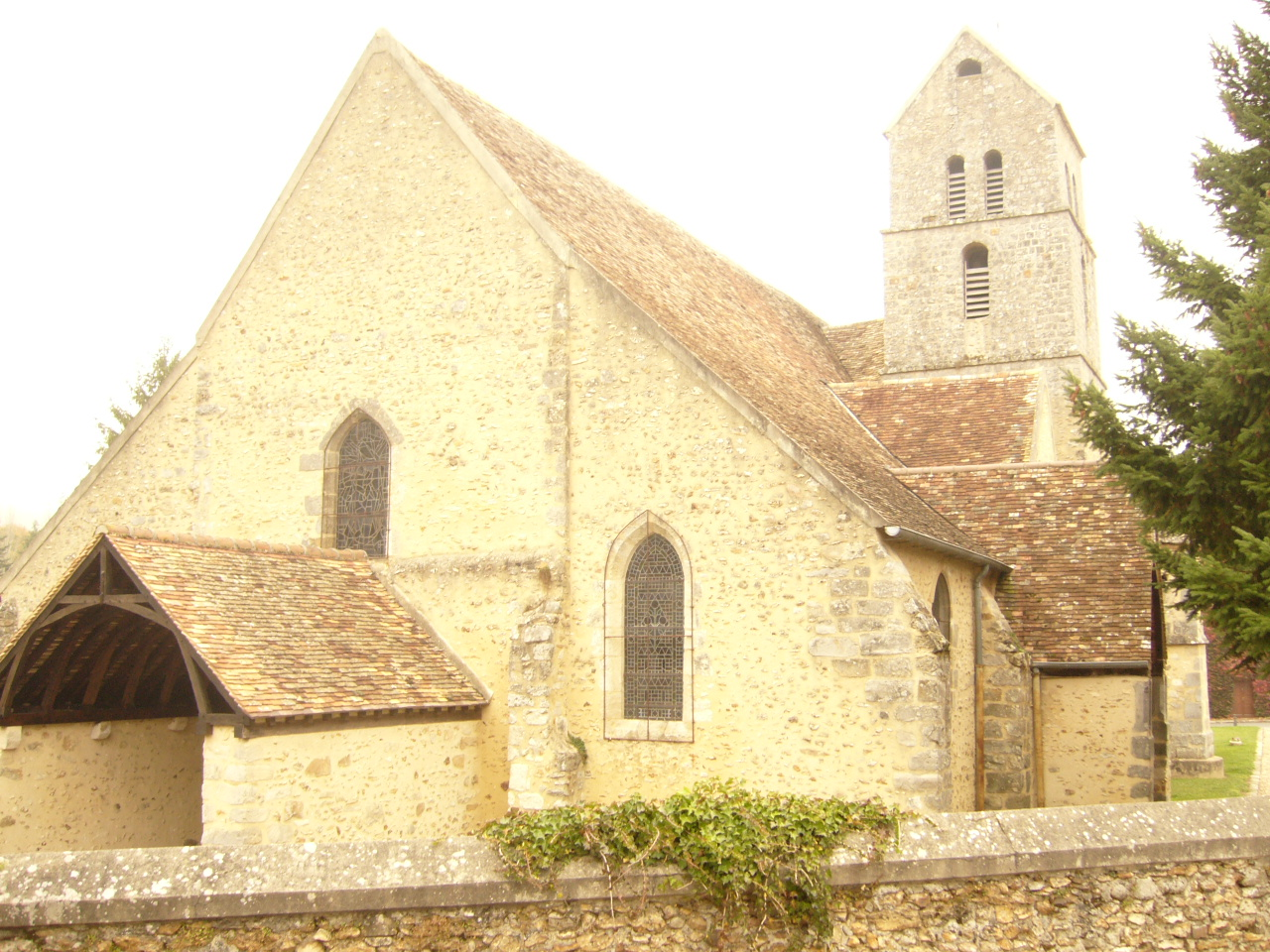
Kirche Notre-Dame-de-la-Nativité-de-la-Vierge

## Gemeindepartnerschaft
Mit der italienischen Gemeinde Postiglione in der Provinz Salerno (Kampanien) besteht seit 2006 eine Partnerschaft.